# Peter Baltes
Peter Baltes (Solingen, Alemania Occidental; 4 de abril de 1958) es un músico y compositor alemán, mayormente conocido por ser el exbajista de la banda alemana de heavy metal Accept desde 1978 hasta noviembre de 2018. Paralelo a su labor como bajista, ha sido vocalista principal en algunas canciones de la agrupación especialmente en los primeros tres álbumes. Por otro lado, hasta su salida en 2018 fue junto con el guitarrista Wolf Hoffmann el único miembros que ha participado en las distintas alineaciones de la banda y en cada uno de los álbumes de estudio.

## Carrera
En 1978 ingresó a Accept en reemplazo del bajista Dieter Rubach, solo meses antes de iniciar las grabaciones de su álbum debut de 1979. En dicho trabajo además de tocar el bajo y colaborar en las composiciones de las canciones, fue el vocalista principal en los temas «Seawinds» y «Sounds of War», labor que volvió a repetir en los discos I'm a Rebel («No Time to Lose» y «The King»), Breaker («Breaking Up Again») y Predator («Lay It Down», «It Ain't Over Yet» y «Primitive»). Gracias a su manera de tocar el bajo y a su puesta en escena, en 1985 fue escogido como el bajista del año por la publicación Burn y como el mejor bajista de Europa por la revista Metal Hammer.
Paralelo a su trabajo con Accept, ha sido invitado por otros artistas a colaborar en sus respectivas producciones. En 1981 colaboró con su bajo en el álbum debut de Dokken, Breaking the Chains, pero no fue acreditado cuando la producción se lanzó en los Estados Unidos en 1983.  Tres años más tarde aportó en los coros de varias canciones del álbum Savage Amusement de Scorpions. Después de la separación de Accept en 1989, fue corista, tocó el bajo y la guitarra acústica en el álbum debut de Don Dokken, Up from the Ashes de 1990. De igual manera, cumplió la misma labor en los álbumes del guitarrista John Norum; Face the Truth de 1992 y Worlds Away de 1996.

## Vida privada
Al igual que muchas estrellas de rock de su tiempo, Baltes estuvo involucrado en el alcoholismo, principalmente por el consumo abusivo de cerveza y vino. Con la ayuda de su esposa Johanna, inició un tratamiento para enfrentar su enfermedad y posteriormente se convirtió al cristianismo, a tal punto que desde entonces ha estado sobrio. En un artículo realizado por la cadena de comunicación cristiana CBN, Baltes comentó sobre su antiguo estilo de vida: «En ese momento, yo estaba roto, no tenía a donde ir. Yo era famoso y se supone que tienes que ser imponente, pero yo no era nada». Bajo esa consigna, en 2009 junto con su amigo Tim Laidlaw creó el proyecto cristiano 4 Inch Nails, cuya primera composición «How Do You Write a Song?» fue publicada en el sitio MySpace de la banda. Actualmente reside en Pensilvania junto a su esposa y dos hijos, y participa activamente de la organización Centro de Vida Cristiana (Christian Life Center en inglés).

## Discografía

### Álbumes de estudio
| - 1979: Accept - 1980: I'm a Rebel - 1981: Breaker - 1982: Restless and Wild - 1983: Balls to the Wall - 1985: Metal Heart - 1986: Russian Roulette - 1989: Eat the Heat | - 1993: Objection Overruled - 1994: Death Row - 1996: Predator - 2010: Blood of the Nations - 2012: Stalingrad - 2014: Blind Rage - 2017: The Rise of Chaos |

### Álbumes en vivo
| - 1985: Kaizoku-Ban - 1990: Staying a Life - 1997: All Areas - Worldwide - 2017: Restless & Live - 2018: Symphonic Terror - Live at Wacken 2017 |

### Colaboraciones
- 1981: Dokken - Breaking the Chains
- 1988: Scorpions - Savage Amusement
- 1990: Don Dokken - Up from the Ashes
- 1992: John Norum - Face the Truth
- 1996: John Norum - World Away
- 1997: Wolf Hoffmann - Classical
- 2008: Bassinvaders - Hellbassbeaters
- 2016: Wolf Hoffmann - Headbangers Symphony